# Migasar (berg i Armenien, Vajots Dzor)
Migasar (armeniska: Միգասար) är ett berg i Armenien. Det ligger i provinsen Vajots Dzor, i den södra delen av landet, 110 kilometer sydost om huvudstaden Jerevan. Toppen på Migasar är 2 026 meter över havet.
Terrängen runt Migasar är huvudsakligen kuperad, men österut är den bergig. Runt Migasar är det ganska glesbefolkat, med 27 invånare per kvadratkilometer.. Närmaste större samhälle är Vayk', 16,1 kilometer norr om Migasar. 
Trakten runt Migasar består i huvudsak av gräsmarker.